# 穆罕默德·拉菲克·塔拉尔
穆罕默德·拉菲克·塔拉尔（羅馬化：Muhammad Rafiq Tarar，1929年11月2日—2022年3月7日），巴基斯坦政治家，1998年至2001年间任总统。
塔拉尔出生於巴基斯坦古傑蘭瓦區一個旁遮普人的家庭。畢業於古傑蘭瓦拉伊斯蘭學院並穫學士學位，1951年在拉合尔的旁遮普大學法學院穫得律師資格，開始從事律師職業。1974年他步入司法界，被任命為拉合爾高等法院法官，1980年起成為巴基斯坦選舉委員會成員。1989年12月13日被任命為拉合爾首席法官。1991年1月提升為巴基斯坦最高法院法官，1994年10月退休。
1997年3月，他作為谢里夫派的一員被選入參議院，一直擔任參議院文化、體育和旅遊常設委員會主席。1997年12月31日當選為巴基斯坦第10任總統，1998年1月1日正式就职。2001年6月20日，國家安全委員會首席執行官佩尔韦兹·穆沙拉夫将军停止了塔拉爾的總統職權，自己宣誓就任巴基斯坦總統。
他是巴基斯坦現行伊斯蘭司法體系的奠基人之一，該司法體系與沙特阿拉伯現行法律並稱為伊斯蘭國家兩大法律體系。
| 前任： 瓦希姆·萨贾德 | 巴基斯坦总统 1998年1月1日─2001年6月20日 | 继任： 佩尔韦兹·穆沙拉夫 |